# Királyszentistván
Királyszentistván is een plaats (község) en gemeente in het Hongaarse comitaat Veszprém. Királyszentistván telt 439 inwoners (2001).